# Sorencio Juliaans
Sorencio Juliaans (Paramaribo, 4 maart 1997) is een Surinaams voetballer die speelt als middenvelder.

## Carrière
Juliaans maakte zijn debuut in 2012 voor SV Transvaal waar hij sindsdien speelt. Hij won in 2014 de Gouden Schoen. Hij speelde verschillende keren voor Suriname als jeugdinternational en maakte zijn debuut voor het eerste elftal in 2016. Sindsdien speelde hij zes interlands voor zijn land.

## Erelijst
- Gouden Schoen: 2014